# Monte Carlo Open 1997
Il Monte Carlo Masters 1997 è stato un torneo di tennis giocato sulla terra rossa. È stata la 90ª edizione del Monte Carlo Masters, che fa parte della categoria ATP Super 9 nell'ambito dell'ATP Tour 1997. Si è giocato al Monte Carlo Country Club di Roquebrune-Cap-Martin in Francia vicino a Monte Carlo, dal 21 al 28 aprile 1997.

## Campioni

### Singolare
Marcelo Ríos ha battuto in finale  Àlex Corretja con il punteggio di 6–4, 6–3, 6–3

### Doppio
Donald Johnson /  Francisco Montana hanno battuto in finale  Jacco Eltingh /  Paul Haarhuis con il punteggio di 7–6, 2–6, 7–6.